# Зірка ненароджених
«Зірка ненароджених» (нім. Der Stern der Ungeborenen) — утопічний науково-фантастичний роман австрійського письменника Франца Верфеля, в якому представлено бачення світу через тисячу років, коли всі проблеми людини вже вирішені матеріальними засобами. Назва походить від вислову Діодора Сицилійського про те, що поет кидає мертвих в Аїді та ненароджених дітей на їх зірку. Написано та підготовлено до видання 1945 року. Опубліковано у США (де на той час проживав автор) 1946 року, вже після смерті автора.

## Зміст
Особливістю роману є відсутність фактичних імен, а лише ініціалів. Твір поділено на 3 частини. Головному герою Ф. В. з'являється колись померлий друг Б. Г., який запрошує того у подорож в майбутнє — на 100 тис. років вперед. Подорож відбувається через пристрій «Ментелебол», який пересуває місце призначення до мандрівників.
В новому світі більше не існує ні хвороб (життя людини подвоїлося), ні жадібності та грошей (основи капіталізму), ні заздрості, ні роботи, ні національності та громадянства. Люди мають юнацький вигляд до старості. Смерть — це табуйоване слово, людина йде, коли відчуває, що прийшов її час. Гори вирівняні, моря висохли, гравітація сонця послабилась. Залишилася лише одна релігія, що є поєднанням християнства у вигляді католицтва та юдаїзму, а також зберігається віра людей в астрологію.
Центром цивілізації є місто Панополіс. Разом з тим існують так званні «джунглі», де мешкають люди, що добровільно вийшли за межі існуючої цивілізації. Причиною цього, як зауважує автор, є жага людини зберігати свободу, незважаючи ні на що. Також виявляється, що загалом корисні винаходи та досягнення не завжди придатні для подальшого саморозвитку людини з духовної точки зору.